# Club Atlético de San Isidro
Il Club Atlético de San Isidro è una società polisportiva argentina di San Isidro (Buenos Aires).
Fondato nel 1902, amministra varie discipline, le più note delle quali sono l'hockey su prato e, soprattutto, il rugby a 15: la sezione sportiva relativa a quest'ultimo fu fondata nel 1907 e, in più di un secolo di storia, ha vinto 33 campionati argentini.

## Storia
La genesi del CASI risale alla metà del XIX secolo: la terra su cui sorge l'attuale club era di proprietà di un ufficiale dell'esercito argentino, il brigadiere generale Juan Martín de Pueyrredón che, alla sua morte nel 1850, lasciò in eredità una vasta fattoria a suo figlio Prilidiano, un pittore; questi, a sua volta, nel 1856, vendette la proprietà a un familiare, Manuel Alejandro Aguirre, possidente terriero.
Insieme a sua figlia Victoria, Aguirre coltivava il sogno di lasciare il segno nella cittadina della provincia bonaerense, e così verso la fine di un 1902 denso di avvenimenti nel panorama sportivo della città, nacque il Club de Foot-ball San Isidro, per permettere alla gioventù del borgo di poter riunirsi e avere un campo dove poter praticare lo sport.
I fondatori furono diversi giocatori di calcio cui, tramite la mediazione di un politico locale, Pedro Becco, gli Aguirre cedettero in prestito a tempo indeterminato parte del terreno di loro proprietà; più o meno contemporaneamente, inoltre, alcuni giovani inglesi di prima e seconda generazione, avevano iniziato a praticare il calcio su un'altra zona della proprietà degli Aguirre, e avevano fondato il San Isidro foot-ball club, poi San Isidro Athletic Club; tuttavia la cittadina era ancora troppo piccola per ospitare due club, e pochissimo tempo dopo la fondazione di quest'ultimo si pensò alla fusione; tra giugno e settembre 1902 furono condotte trattative, anche molto impegnative, perché il gruppo dei britannici poteva vantare una prima, una seconda squadra di calcio e persino una di cricket; il 19 settembre successivo i soci dei due club si riunirono a casa della famiglia Paterson, di origine britannica, e giunsero alla comune decisione di organizzare un'assemblea generale, da tenersi un mese più tardi in un albergo di San Isidro.
Il 24 ottobre 1902 alle ore 20:30 si tenne la prevista assemblea che decretò all'unanimità la fusione dei due club preesistenti e sancì la nascita del Club Atlético de San Isidro.

## Uniformi

### Calcio
| Manica sinistra · Maglietta · Maglietta · Manica destra · Pantaloncini · Calzettoni |
| 1902–03                                                                             |

| Manica sinistra · Manica sinistra · Maglietta · Maglietta · Manica destra · Manica destra · Pantaloncini · Calzettoni |
| 1903–09 |

| Manica sinistra · Manica sinistra · Maglietta · Maglietta · Manica destra · Manica destra · Pantaloncini · Calzettoni |
| 1909–31 |

### Rugby

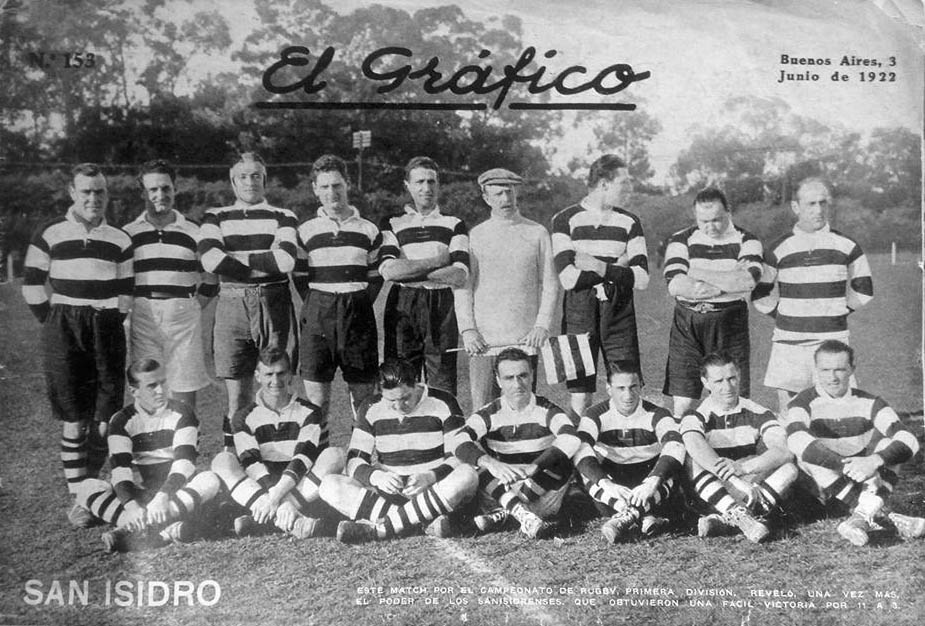
Squadra di rugby campioni nel 1922.

| Manica sinistra · Manica sinistra · Maglietta · Maglietta · Manica destra · Manica destra · Pantaloncini · Calzettoni |
| 1907–11 |

| Manica sinistra · Maglietta · Manica destra · Pantaloncini · Calzettoni |
| 1916–17                                                                 |

| Manica sinistra · Manica sinistra · Maglietta · Maglietta · Manica destra · Manica destra · Pantaloncini · Calzettoni |
| 1918–present |

## Palmarès

### Calcio

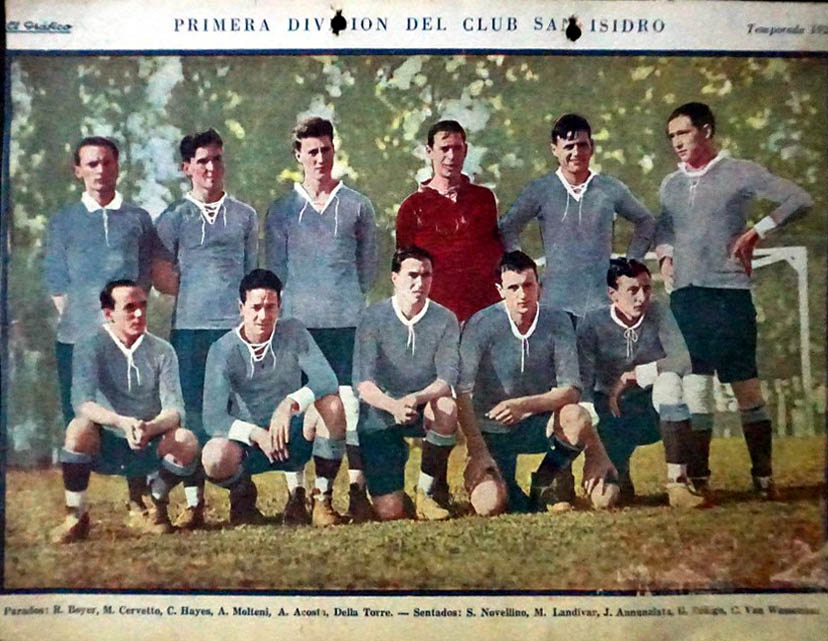
Squadra di calcio nel 1926.

- Copa de Competencia Jockey Club: 3

1911, 1912, 1913
- Copa de Honor Municipalidad de Buenos Aires: 1

1909
- Tie Cup: 1

1912

### Rugby
- Nacional de Clubes: 1

1995
- Torneo de la URBA: 33

1917, 1918, 1920, 1921, 1922, 1923, 1924, 1925, 1926, 1927, 1928, 1929, 1930, 1933, 1934, 1943, 1949,
1954, 1955, 1956, 1957, 1960, 1961, 1962, 1964, 1967, 1974, 1975, 1976, 1981, 1982, 1985, 2005

### Hockey su prato
Uomini
- Metropolitano Primera División: 4

1908, 1921, 1926, 1948
Donna
- Metropolitano Primera División: 5

1943, 1944, 1966, 1967, 1969